# Ҩ

## Utilisation

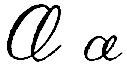
Æ et æ, de l’Alphabet nordique unifié (1931) similaire au ha abkhaze.

Le ҩ est utilisé dans plusieurs alphabets cyrilliques abkhazes, dont notamment :
- l’alphabet de Peter von Uslar 1862 ;
- l’alphabet de Gulia et Machavariani 1892 ;
- l’alphabet de Tchotchoua 1909 ;
- l’alphabet de 1954 et sa révision de 1996.

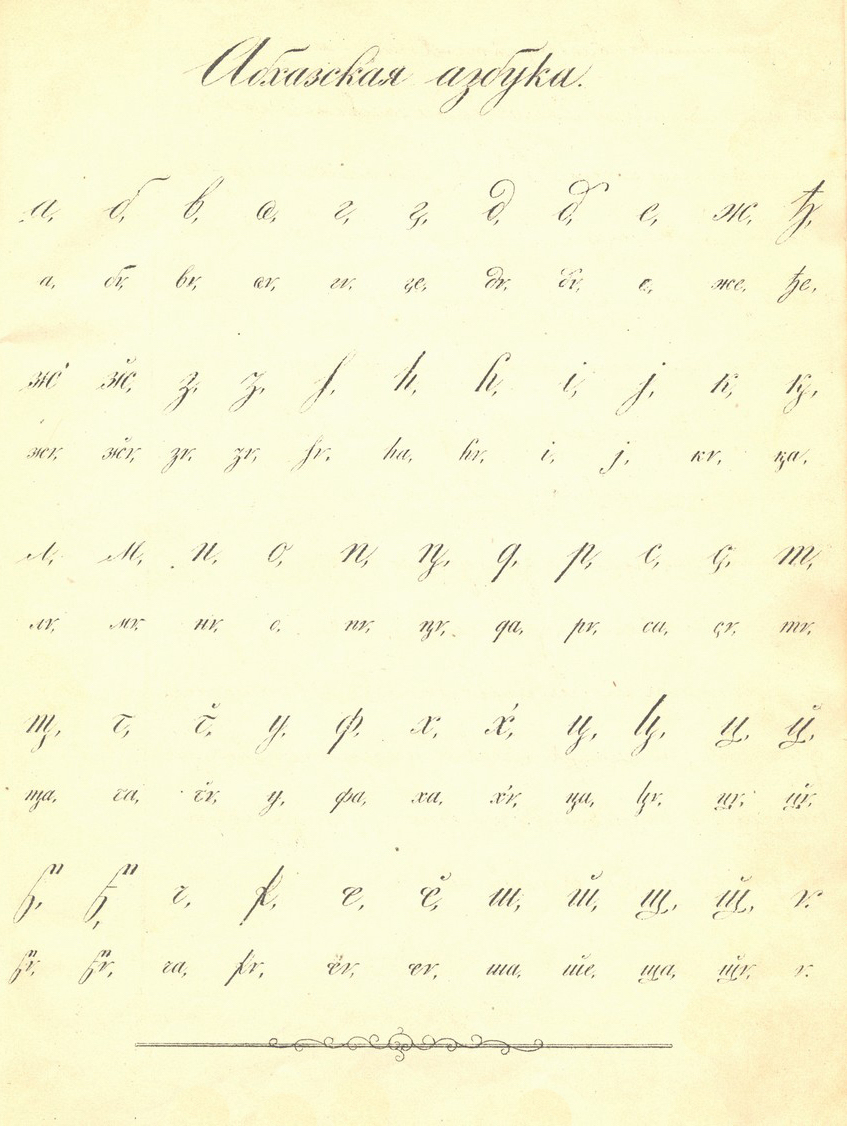
Alphabet abkhaze dans von Uslar 1862.
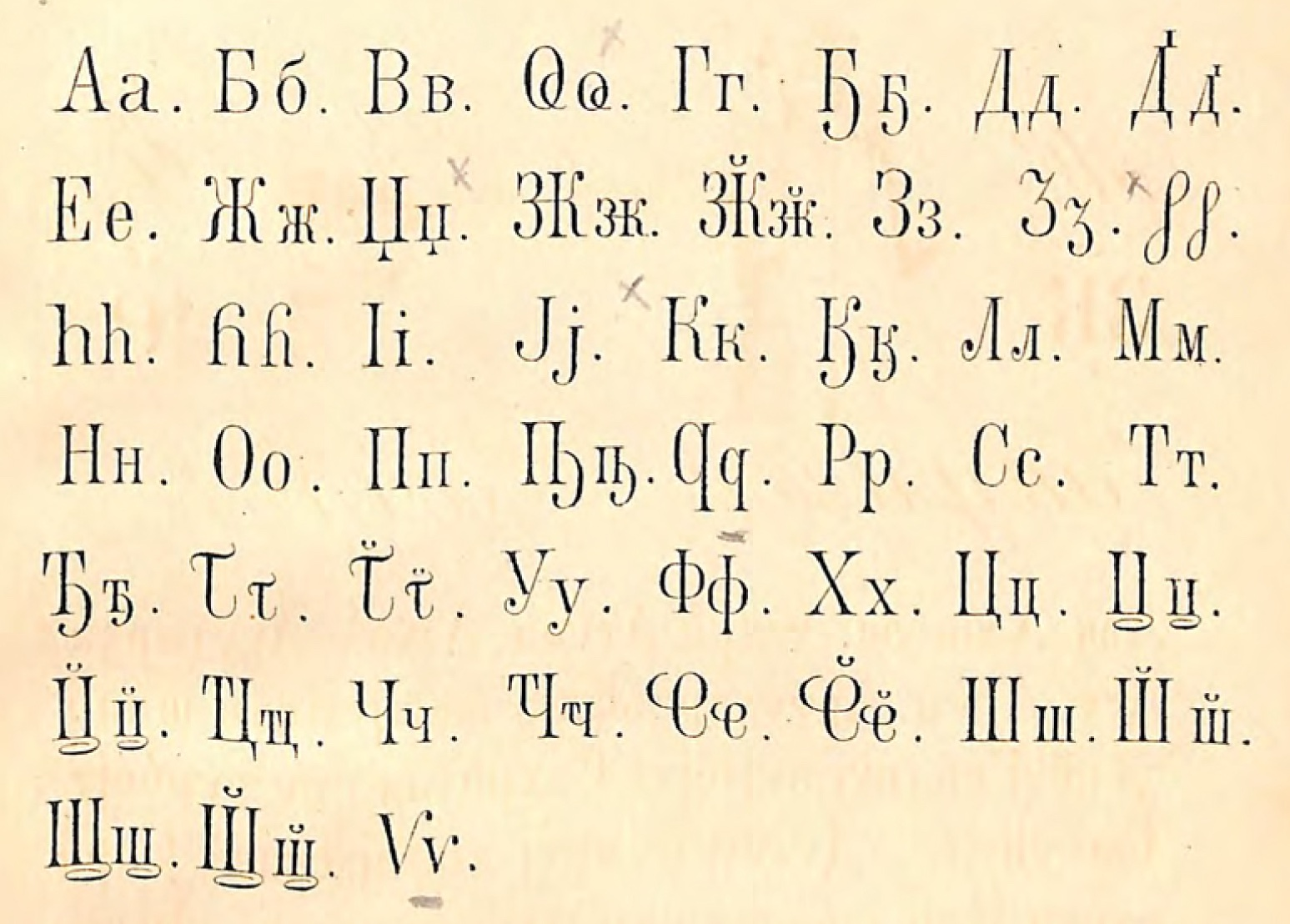
Alphabet abkhaze dans Gulia et Machavariani 1892.
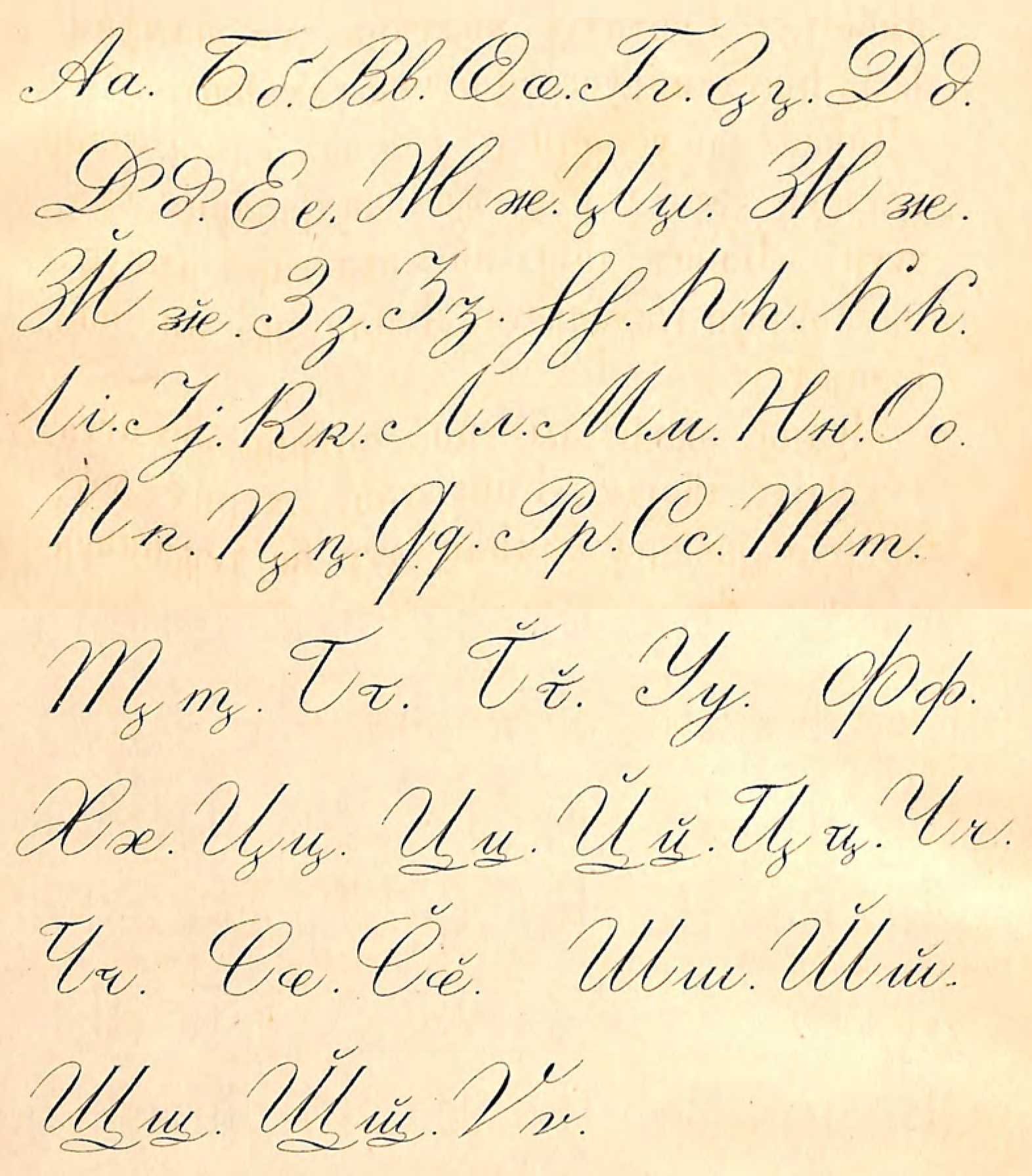
Alphabet abkhaze en écriture cursive dans Gulia et Machavariani 1892.
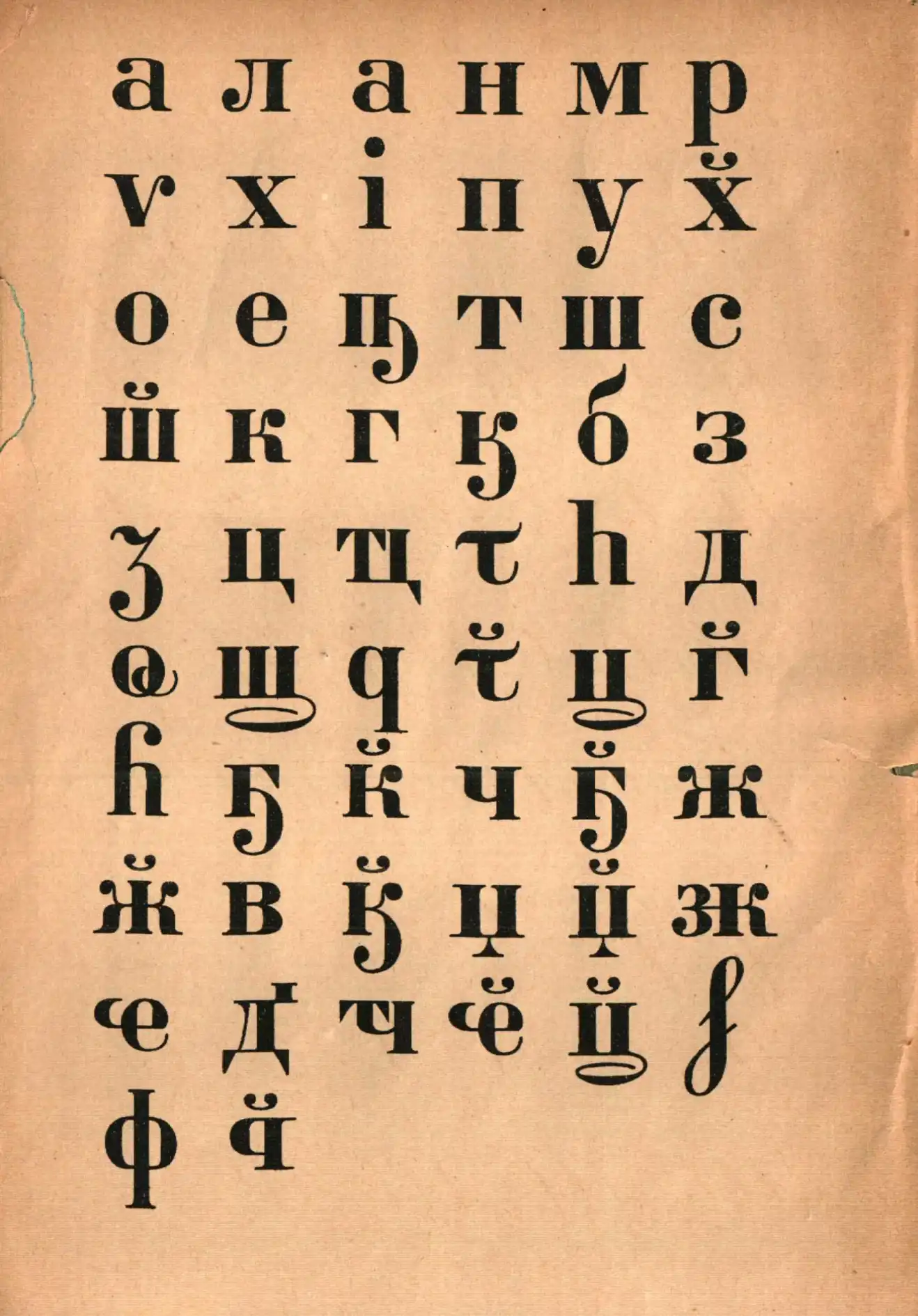
Alphabet abkhaze dans Tchotchoua 1909.

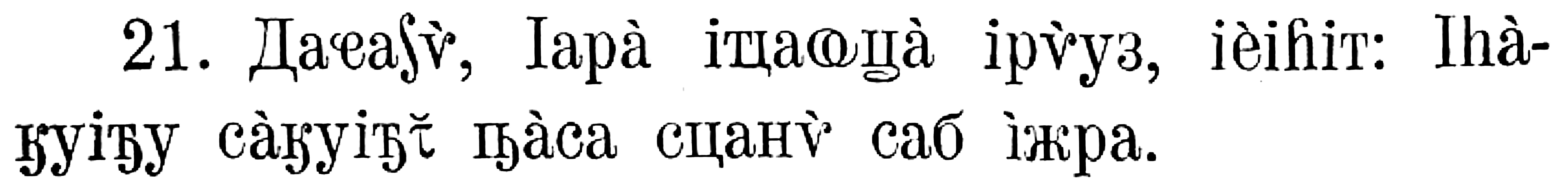
Matthieu 8:21 dans les Évangiles en abkhaze publiés en 1912.

## Unicode
Le ha abkhaze peut être représenté avec les caractères Unicode (cyrillique) suivants :
| formes    | représentations | chaînes de caractères | points de code | descriptions                           |
| --------- | --------------- | --------------------- | -------------- | -------------------------------------- |
| capitale  | Ҩ               | Ҩ                     | U+04A8         | lettre majuscule cyrillique ha abkhaze |
| minuscule | ҩ               | ҩ                     | U+04A9         | lettre minuscule cyrillique ha abkhaze |